# ویکتوریا بکام
ویکتوریا کارولین بکام (انگلیسی: Victoria Caroline Beckham با نام کوتاه ویکتوریا بکام با نام تولد ویکتوریا آدامز انگلیسی: Victoria Adams؛ زادهٔ ۱۷ آوریل ۱۹۷۴) تاجر، مدل، طراح مد، خواننده و ترانه‌سرای انگلیسی است. او در آغاز به خاطر عضویت در گروه اسپایس گرلز مشهور شد و بعدها حرفه خوانندگی را با همکاری ویرجین رکوردز و تل‌استار رکوردز ادامه داد و در سریالی در شبکه اچ‌بی‌او به ایفای نقش پرداخت.

## اوایل زندگی
ویکتوریا آدامز در ۱۷ آوریل ۱۹۷۴ در بیمارستان پرنسس الکساندرا در هارلو، اسکس، انگلیس زاده و در گافز اوک، هرتفوردشر بزرگ شد. او بزرگ‌ترین فرزند از سه فرزند ژاکلین دورین (نام خانوادگی کانن)، کارمند بیمه و آرایشگر، و آنتونی ویلیام آدامز است که به عنوان مهندس الکترونیک کار می‌کرد. آنها یک تجارت عمده‌فروشی الکترونیک را تأسیس کردند که به ویکتوریا، خواهرش؛ لوئیز و برادرش؛ کریستین، امکان تربیت راحت را می داد. جد پدربزرگ ویکتوریا هنرمند و انقلابی آلمانی کارل هاینریش فاندر و جد عموی بزرگ او ویلیام فاندر، سیاستمدار آلمانی-آمریکایی مینه‌سوتا بود و مشخص شد که اجداد او آلمانی تبار بوده‌اند.
ویکتوریا آدامز پس از تماشای فیلم موزیکال شهرت در سال ۱۹۸۰ تصمیم گرفت حرفه موسیقی را دنبال کند. ژاکلین و آنتونی آدامز او را در مدرسه تئاتر جیسون ثبت نام کردند. ویکتوریا در سال ۱۹۹۱ وارد هنرهای تئاتر Laine در اپسم شد و در رشته رقص و مدلینگ تحصیل کرد. بکهام در دبیرستان سنت مری در چزنت تحصیل کرد. جایی که از ثروت خانواده‌اش خجالت می‌کشید و بیشتر از پدرش التماس می‌کرد که او را با رولز-رویس به مدرسه نبرد. در نهایت او عضو گروه موسیقی به نام Persuasion شد.

## حرفه موسیقی

### ۲۰۰۰-۱۹۹۴: اسپایس گرلز
در مارس ۱۹۹۴ بکام برای یک تبلیغ در مجله استیج تست داد که به دخترانی نیاز داشت که باهوش خیابانی، برونگرا، جاه‌طلب و قادر به آواز خواندن و رقصیدن باشند. در سال ۱۹۹۴ بکام به گروه دخترانه اسپایس گرلز پیوست. در ضبط‌های پیش از ازدواج، او با نام خانوادگی خود ویکتوریا آدامز شناخته می‌شود. نخستین تک‌آهنگ این گروه حسرت‌به‌دل نام داشت و او در کنار جری هالیول، اما بانتون، مل بی و ملانی سی کار کرد. این آهنگ در بریتانیا و ایالات متحده و ۳۵ کشور دیگر به رتبه اول رسید. پس از آن هشت تک‌آهنگ دیگر از آلبوم‌های اسپایس، دنیای اسپایس، برای همیشه منتشر شدند.
اسپایس گرلز پس از انتشار سومین آلبوم خود به نام برای همیشه که در رتبه دوم جدول بریتانیا قرار گرفت، اما موفقیت بسیار کمتری نسبت به دو آلبوم قبلی خود داشت، ضبط را متوقف کردند و بر روی حرفه انفرادی خود در رابطه با آینده قابل پیش‌بینی خود تمرکز کردند.

### ۲۰۰۲-۲۰۰۰: ویکتوریا بکام
در ۱۴ اوت ۲۰۰۰ بکام نخستین تک‌آهنگ انفرادی خود را با نام Out of Your Mind با همکاری Dane Bowers و Truesteppers منتشر کرد.

### ۲۰۰۴-۲۰۰۲: آلبوم‌های منتشر نشده و آخرین انتشارات انفرادی
در سال ۲۰۰۲ بکام قراردادی با Telstar Records و 19 Management به ارزش ۱/۵ میلیون پوند امضا کرد. در سال ۲۰۰۳ او شروع به ضبط یک آلبوم به نام Open Your Eyes تحت تأثیر الکتروپاپ کرد و Let Your Head Go را به عنوان نخستین تک‌آهنگ انتخاب کرد. وقتی آلبوم نهایی شد، آهنگ‌های زیادی از این آلبوم در اینترنت به بیرون درز کردند و بکام تصمیم گرفت برای ضبط یک آهنگ جدید به استودیو بازگردد.
در آوریل ۲۰۰۴ Telstar Records اعلام ورشکستگی کرد و هر دو آلبوم لغو شدند. به دنبال آن بکام، ناامید از وقت تلف شده در استودیو، موسیقی را رها کرد تا روی حرفه مد خود تمرکز کند.

### ۲۰۱۲-۲۰۰۷: بازگشت اسپایس گرلز
در سال ۲۰۰۷ اسپایس گرلز اصلاحاتی را انجام دادند و برنامه‌های خود را برای شروع یک تور دیدار دوباره اعلام کردند که گفته می‌شود هر کدام ۱۰ میلیون پوند (تقریباً ۲۰ میلیون دلار) از آن درآمد کسب کرده‌اند. بکام قبلاً اعلام کرده بود که او و همکاران سابقش در اسپایس از حرفه انفرادی خود در زمینه‌های مختلف لذت می‌برند و می‌گفت: «همه ما هنوز کارهای خودمان را انجام می‌دهیم.»

## مُد
او در ۱۷ فوریه ۲۰۰۰ در کت واک ماریا گراچوگل به عنوان مهمان حضور پیدا کرد. او نخستین حضور خود به عنوان مدل را در هفته مد لندن رقم زد. بکام همچنین به عنوان سفیر بریتانیا برای دولچه گابانا عمل کرد و برای مدت کوتاهی چهره Rocawear در سال ۲۰۰۳ بود. بکام در سال ۲۰۰۴ یک خط مد محدود برای Rock & Republic به نام VB Rocks طراحی کرد که عمدتاً از شلوار جین برای سطح بالای بازار تشکیل شده بود و تقریباً ۳۰۰ دلار در ایالات متحده به فروش می‌رسید.

### راه‌اندازی شرکت مد
شرکت همنام بکام در سپتامبر ۲۰۰۸ در یک مراسم ساده راه‌اندازی شد. این شرکت تا سال ۲۰۱۱ به یکی از برنامه‌های هفته مد نیویورک تبدیل شد و برچسب ویکتوریا بکهام با قیمت پایین‌تر معرفی شد. در سه ماهه نخست ۲۰۱۱-۲۰۱۲ پیش‌بینی می‌شد که این شرکت فروش سالانه بیش از ۶۰ میلیون پوند داشته باشد. این مجموعه که ابتدا به خاطر لباس‌های خود شناخته می‌شود، به کیف‌های دستی مجزا و لوکس که تا ۱۸۰۰۰ پوند به فروش می‌رسند، گسترش یافته است. در کنار خط اصلی مد و محدوده انتشار، برند ویکتوریا بکهام همچنان شامل خطوط مجزای جین، عینک و عطر است. در نوامبر ۲۰۱۱ ویکتوریا بکام برنده طراح برند سال در جوایز مد بریتانیا شد.
برند مُد ویکتوریا بکام سالانه درآمدی بیش از ۱۱۲ میلیون دلار دارد و ارزش کلی آن حدود ۴۷۰ میلیون دلار برآورد می‌شود. شرکت او که در آغاز به سرمایه‌گذاری مستقیم دیوید بکام نیاز داشت.

## زندگی شخصی
ویکتوریا با مارک وود، متخصص برق، نامزد کرده بود که از سال ۱۹۸۸ تا ۱۹۹۴ با او رابطه داشت. او سپس در سال ۱۹۹۵ با کوری هایم بازیگر کانادایی رابطه برقرار کرد که با شرایط مشترک پایان یافت.

### ازدواج و فرزندان
در اوایل سال ۱۹۹۷ پس از آشنایی با دیوید بکام در یک مسابقه فوتبال خیریه، رابطه آنها آغاز شد. پیش از این دیوید موزیک‌ویدیوهای او را تماشا کرده بود و به هم تیمی‌هایش گفته بود که جذب او شده است. اما هنگامیکه آنها برای نخستین بار بهم معرفی شدند خجالت می‌کشید. چند ماه قبل، ویکتوریا همچنین ابراز تمایل کرده بود که دیوید را در طول یک جلسه عکس فوتبال اسپایس گرلز ملاقات کند (او به طور اتفاقی لباس باشگاه منچستریونایتد را برای این ویژگی پوشید، زیرا مدیر گروه اسپایس گرلز طرفدار این تیم بود). او درباره ملاقات اولیه خود گفت: «من واقعاً نمی دانستم او کیست. من هرگز به فوتبال علاقه‌ای نداشتم.» این زوج در سال ۱۹۹۸ نامزدی خود را اعلام کردند و رسانه‌ها به آنها لقب "Posh and Becks" دادند.»
در ۴ ژوئیه ۱۹۹۹ ویکتوریا و دیوید توسط اسقف کورک، پل کولتون، در قلعه لوترلستون، ایرلند ازدواج کردند. این عروسی بازتاب زیادی در رسانه‌ها داشت.
بروکلین پسر چهار ماهه این زوج، حامل حلقه بود. تاج الماس ویکتوریاتوسط اسلیم بارت طراحی شده بود. در مجموع ۴۳۷ پرسنل برای پذیرایی عروسی استخدام شدند که هزینه آن ۵۰۰,۰۰۰ پوند (۸۲۳,۶۵۰ دلار آمریکا) تخمین زده شد.
ویکتوریا و دیوید بکام چهار فرزند دارند که بروکلین (زاده ۱۹۹۹)، رومئو (زاده ۲۰۰۲)، کروز (زاده ۲۰۰۵) و یک دختر به نام هارپر (زاده ۲۰۱۱) هستند.

## ثروت
ارزش امپراتوری مالی که بکام با همسر خود صاحب آن است در سال ۲۰۲۵ بیش از ۶۰۰ میلیون دلار برآورد شد.
برند مُد ویکتوریا بکام سالانه درآمدی بیش از ۱۱۲ میلیون دلار دارد و ارزش کلی آن حدود ۴۷۰ میلیون دلار برآورد می‌شود. شرکت او که در آغاز به سرمایه‌گذاری مستقیم دیوید نیاز داشت.

### خانواده
فرزندان دیوید و ویکتوریا بکام نیز در بازاریابی فعالیت‌های تجاری خانواده خود فعال هستند. همه اعضای این خانواده، فعالیت گسترده‌ای در شبکه‌های اجتماعی دارند. خانواده بکام در مسیر تبدیل شدن به یکی از نخستین زوج‌های میلیارد دلاری دنیای ورزش، مد و رسانه قرار دارند.